# Great Harbour (Bahamy)
Great Harbour – miasto na Bahamach, na wyspie Berry. Według danych szacunkowych na rok 2008 liczy 380 mieszkańców. Ośrodek turystyczny. Dwudzieste co do wielkości miasto kraju.